# Belladonna (Slaughter)
Belladonna (Titel der Originalausgabe: Blindsighted) ist der Debütroman der US-amerikanischen Schriftstellerin Karin Slaughter und bildet den Auftakt der Grant-County-Serie. Das im Jahr 2001 im Original und 2003 auf Deutsch veröffentlichte Buch Belladonna ist der erste Fall der Gerichtsmedizinerin Dr. Sara Linton, gefolgt von Vergiss mein nicht (2003), Dreh dich nicht um (2005), Schattenblume (2006), Gottlos (2007) und Zerstört (2009).

## Klappentext
Sara Linton, Kinderärztin im Krankenhaus des verschlafenen Heartsdale und bei Bedarf auch Gerichtspathologin, findet in einer Restauranttoilette die schwer verletzte Sybil Adams mit zwei tiefen gekreuzten Schnitten im Bauch. Alle Versuche, die beliebte Collegeprofessorin zu retten, sind vergebens. Bei der Autopsie muss Sara feststellen, dass Sybil auf grauenhafte Weise misshandelt wurde. Dass das Opfer blind und damit fast wehrlos war, macht die Tat noch entsetzlicher.

## Handlung
Der Roman “Belladonna” spielt in den sieben folgenden Tagen nach Ostermontag. Die Kinderärztin und Rechtsmedizinerin Sara Linton lebt nach einer Affäre ihres Ehemanns, dem Polizeichef Jeffrey Tolliver, von ihm getrennt. Sie hat sich mit ihrer Schwester zum Essen in einem Restaurant verabredet. Auf der Damentoilette findet sie Sybil Adams, eine erblindete Professorin am College von Heartsdale. Sybil ist die Zwillingsschwester des Polizei-Detectives Lena Adams. Sie ist Opfer eines brutalen Verbrechens geworden: auf der Toilette wurde sie mit einer Stichwaffe auf das brutalste verletzt und misshandelt. Bei der Untersuchung des Opfers fällt besonders auf, dass der Täter ihr ein Kreuz auf ihren Bauch eingeritzt hat. Die Verletzungen und der damit verbundene Blutverlust sind zu stark, Sybil Adams verstirbt noch am Tatort. Die Ergebnisse der Autopsie zeigen, dass Sybil Adams zudem zuvor auf grauenhafte Art und Weise vergewaltigt wurde und dass ihr Belladonna verabreicht wurde. Die Ermittler finden heraus, dass der Täter das Atropin der Tollkirsche vermutlich dafür benutzt, um das Opfer in einen Rausch zu versetzen und damit die Schmerzen während der Misshandlungen zu überdecken. Außerdem hätte der Wirkstoff bei dem Opfer zu Agnosie oder Blindsichtigkeit geführt. Noch bei der Autopsie weist die Leiche eine erhöhte Körpertemperatur auf, eine typische Wirkung des Mittels. Die Sezierung der Leiche deutet auf einen rituellen Mord hin, der mit einer bizarren Technik und großer Verderbtheit ausgeführt wurde. Die überaus grausame Tat ist ein Schock für Lena Adams, die nach dem frühen Tod ihrer Eltern eine starke Bindung zu ihrer blinden Schwester hatte. Die Ermittlungen führen zu der Erkenntnis, dass Sybil lesbisch war und darin ein mögliches Tatmotiv liegen könnte. Doch die Befragung ihrer homosexuellen Mitbewohnerin Nan Thomas, welche die Bibliothek der Grant Tech leitet, führen zu keiner brauchbaren Spur. Die Bevölkerung von Heartsdale verdächtigt zunächst einen Farbigen, der vor 15 Jahren wegen häuslicher Gewalt vorbestraft wurde, und kann nur mit Mühe und Not davon abgehalten werden, ihn zu lynchen. Tage später kommt es zu einer weiteren Misshandlung einer Frau: Sara findet das nackte Opfer auf der Motorhaube ihres BMW-Z3-Sportwagens liegend, kann jedoch ihr Leben retten. Nach und nach kommen grausame Einzelheiten der Tat zum Vorschein. Der Täter hat ihr die Schneidezähne ausgeschlagen, um die Fellatio zu erleichtern. Außerdem werden in ihrer Vagina Spuren von Kot gefunden, was den Verdacht einer auch analen Penetration aufkommen lässt. Außerdem wurde ihr Mund mit einem Desinfektionsmittel ausgespült, die Schamhaare abrasiert (damit die Spurensicherung später darin nicht die Haare des Täters ausbürsten kann) sowie ihr ein kleiner Handschellenschlüssel durch den Anus in das Rektum gepresst. Julia Matthews, die überfallene Studentin, sagt aus, der Täter hätte sie auf dem Nachhauseweg von der Bibliothek überwältigt und verschleppt. Die schwer traumatisierte Frau bringt sich noch während der anschließenden Vernehmung um, da sie ihre Seelenqualen nicht länger aushält. Das gleiche Tatmuster (Vergewaltigung, Kreuzeinritzung, Belladonna) legen den Schluss nahe, das zwischen beiden Verbrechen eine Verbindung besteht und es sich wohl um einen Serientäter handelt. Sara stellt parallel zur Polizei ebenfalls Nachforschungen an, die sie zum Apotheker Jeb führen, zu dem sie sich sexuell hingezogen fühlt. Sara ist ebenfalls ein Vergewaltigungsopfer Jahre zuvor gewesen, in der Folge der Verletzungen und einer komplizierten Eileiterschwangerschaft musste ihr die Gebärmutter entfernt werden. Jeffrey Tolliver spürt ihren damaligen Vergewaltiger, Jack Wright, auf, der über die aktuellen Ereignisse bereits bestens informiert ist. Wright wird jedoch mit Hormonen behandelt, die seinen Sexualtrieb unterdrücken, daher kommt er als Täter der Morde nicht in Frage. Der Mörder von Sybil Adams entführt ihre Schwester Lena, hält sie in einem dunklen Versteck gefangen und foltert sie. Danach trifft er sich mit Sara auf ein Rendez-vous. Die Rechtsmedizinerin bekommt heraus, dass ihr Verehrer, der Apotheker Jeb McGuire, der Täter ist. Er gesteht ihr, dass Sybil Adams wegen ihrer Halsschmerzen ihn zunächst nach einem Hustenmittel gefragt hat. Jeb wusste, dass sie regelmäßig im Diner isst und fasst den Entschluss, die Frau umzubringen. Um sie zu einem Besuch der Toilette zu veranlassen, verabreicht er ihr ein Abführmittel im Tee. Außerdem Belladonna, um sie im Rausch gefügig zu machen. Dabei eröffnet er Sara abstoßende Details, so zum Beispiel, dass ihr Blut bei der anschließenden Penetration ein "hervorragendes Gleitmittel" gewesen wäre. Der harmlose Jeb erweist sich in Wahrheit als religiöser Fanatiker, der die Frauen in seinem Wahn umbringt.

„Sehet, ich habe euch Macht gegeben, zu treten auf Schlangen und Skorpione, und über alle Gewalt der Feinde, und nichts wird euch beschädigen.“

Jeb, Sohn eines Baptistenpredigers gibt zu, dass er damals seine Schwester vergewaltigt und später dann eine Abtreibung bei ihr vorgenommen hatte. Auch war er damals dabei gewesen, als Wright sie selbst vergewaltigte und hatte sich durch diese Schändung für seine weiteren Taten inspiriert gefühlt. Bei einem Befreiungsversuch durch einen Sprung aus dem Fenster gerät auch Sara in Gefahr. Sie will durch den See fliehen, wird aber vom Mörder mit dem Boot verfolgt. Jeb verunglückt während der rasanten Fahrt und der Nichtschwimmer droht zu ertrinken. In letzter Minute kann er sich am gekenterten Boot festhalten. Das eiskalte Wasser lähmt ihn und droht ihn zu töten. Sara erkennt das, springt erneut ins Wasser und will ihn dazu zwingen, das Versteck Lenas preiszugeben. Bei einem darauf folgenden Handgemenge kommt Jeb McGuire um. Sara wird von Jeffrey gerettet. Die beiden finden die gefesselte Lena schließlich hinter einer vorgetäuschten Wandverkleidung.

## Hauptfiguren
- Dr. Sara Linton: Die Protagonistin ist Kinderärztin und Rechtsmedizinerin (Coroner) von Beruf. Sie lebt nach Studium und Facharztausbildung in Atlanta wieder in ihrem Heimatort, dem fiktiven Heartsdale in Grant County. Eine Zeitlang arbeitet sie im Grady Hospital, einem der größten Krankenhäuser der Welt, in Atlanta. Dort wird sie während einer Schicht vom Hausmeister Jack Wright auf brutale Weise vergewaltigt. An den Folgen dieses Übergriffs wäre sie beinahe gestorben. Sie kann aufgrund der Spätfolgen keine Kinder mehr bekommen. Wright geht in Haft, verspottet jedoch sie und seine anderen Opfer mit einer Reihe von obszönen Postkarten. Mit Jeffrey Tolliver, dem Polizeichef, war sie verheiratet und führt mit ihm eine On/Off-Beziehung. Da er sie mit einer Malerin des Ortes betrügt, reicht sie am nächsten Tag die Scheidung ein. Jeffrey weiß zu diesem Zeitpunkt noch nicht, dass Sara damals in Atlanta vergewaltigt wurde. Die Mordsache Sybil Adams bringt die beiden wieder zusammen. Aufgrund ihrer gemeinsamen Arbeit gelingt es ihr nicht, von ihm Abstand zu bekommen. Saras Charakter ist nicht der einer typischen “Südstaatenfrau”[4]. Sara ist eine schlanke aber dennoch kurvenreiche Person und hat kastanienbraunes Haar und grüne Augen. Ihre Haut wird als rein beschrieben. Auffallend an ihr sind ihre übergroßen Füße. Sara Linton sehr intelligent und stolz auf ihre Eigenständigkeit. Ihr Charakter gilt als kontrolliert und selbstbeherrscht. Sie ist ein weichherzigerFamilienmensch und verbringt ihre Freizeit mit ihrem BMW-Sportwagen und ihren Greyhounds. Zu ihren weiteren Eigenschaften zählt, dass sie nicht tanzen kann, sehr lange schläft, eine furchtbare Hausfrau ist und nicht kochen kann. Ihre Kleidung trägt sie meistens lässig und bequem.

Saras Familie spielt für ihr Gefühlsleben eine große Rolle und ist ihr emotionaler Ankerpunkt. Die Familie lebt am Seeufer des Lake Grant. Familienoberhaupt ist ihr Vater Eddie Linton, Besitzer der Klempnerfirma Linton & Daughters Plumbing. Er war gegen das Medizinstudium seiner Tochter Sara und hätte sie lieber in seiner Firma als seine Nachfolgerin gesehen. Ihre Mutter Cathy gilt als religiös. Die jüngere Schwester Tessa hat zahlreiche promiskuitive Beziehungen. Während der Schulzeit war Sara häufig eifersüchtig auf Tessa, da diese in der Cheerleader-Mannschaft spielt.
- Jeffrey Tolliver: Jeffrey, ein ehemaliger Footballspieler, ist Polizeichef von Grant County und Ex-Ehemann von Sara. Sein beschauliches Leben wird durch eine Reihe von Kriminalfällen verändert. Jeffrey wuchs in der Kleinstadt Sylacauga, Alabama, als Sohn des alkoholkranken Ehepaars Jimmy und May Tolliver auf. Jeffrey musste damals oft seine Mutter gegen den gewalttätigen Vater beschützen und beschloss daher später, Polizist zu werden. Während sein Vater im Gefängnis stirbt, verbringt die Witwe May ihren Lebensabend in der Melancholie des Alkoholrauschs. Als Kind hatte sich Jeffrey oft wegen seiner einfachen Herkunft und seiner Armut geschämt. Als Jugendlicher bekommt der sportliche junge Mann den Spitznamen “Slick”, da er sich gegenüber dem anderen Geschlecht als besonders draufgängerisch erweist. Seine Football-Mannschaft erreicht die Staatenmeisterschaft[5] und ermöglicht Jeffrey den Besuch der Auburn University und sogar die Chance den Sugar-Bowl-Wettkampf zu erreichen. Allerdings verläuft sein Lebensweg anders und er besucht die Polizeiakademie und die ersten zehn Jahre seiner Karriere als Streifenpolizist in Atlanta. Bei der Ausübung seiner Pflicht wurde er zwei Mal durch eine Schussverletzung verwundet. Schließlich wird er zum Polizeichef von Grant County befördert. Jeffrey Tolliver ist groß, schlank, athletisch und sehr sportlich. Er sieht mit seinen blaue Augen und seiner durchtrainierten Figur gut aus und gilt als ausgesprochener Womanizer. Seine “Jungfräulichkeit” verlor er bereits im Alter von zwölf Jahren. Sein Charakter wird als hartnäckig, ehrlich und nachdenklich beschrieben. Er gilt auf dem Polizeirevier als “Underdog” und fühlt sich für die Sicherheit aller verantwortlich. Sara kennzeichnet ihn als “guten Mann, von dessen Sorte es schwer welche zu finden gibt.”
- Lena Adams: Die attraktive Lena ist Polizei-Detective. Ihre Schwester wurde Opfer eines Serienkillers, der auch sie verletzte.[6] Lena Adams hat einen olivbraunen Teint und dunkelbraune Haare, die sie von ihrer mexikanischen Großmutter geerbt hat. Sie gehört zur Polizeitruppe von Grant County. Sie gilt als eine jähzornige, aggressive und höchst widersprüchliche Person, die häufig rebelliert und Probleme damit hat, Befehle zu befolgen. Lena und ihre Zwillingsschwester Sibyl, wurden in der ärmlichen Stadt Reese in Elawah County, Georgia, geboren. Ihr Vater Calvin Adams wurde in Ausübung seines Dienstes erschossen. Ihre Zwillingsschwester Sybil erblindet während eines Unfalls. Sybil konnte dem Täter verzeihen, Lena jedoch nie. Später ging Lena auf die Polizeiakademie in Macon und macht dort Bekanntschaft mit ihrem späteren Vorgesetzten Jeffrey Tolliver. Aufgrund ihrer Zähigkeit und Hartnäckigkeit mach die junge Frau Karriere und kommt nach nur acht Jahren in den Dienst eines Polizei Detectives, war für eine Frau damals eine als besondere Leistung galt. Im Laufe der Geschichte wird sie vom Mörder ihrer Schwester verschleppt, vergewaltigt und gefoltert, was traumatische Auswirkungen auf ihr späteres Leben haben wird.
- Jeb McGuire: Der gutaussehende Apotheker des kleinen Ortes. McGuire ist Saras Verehrer. Erst spät offenbart er seine wahren Motive.

## Sprachstil
„Sybil Adams, eine Professorin am College, saß auf der Toilette. Ihr Kopf war nach hinten an die gekachelte Wand geneigt, die Augen hatte sie geschlossen. Ihre Hose war bis zu den Knöcheln hinuntergezogen, die Beine waren weit gespreizt. Sie hatte eine Stichwunde im Unterleib. Blut füllte das Toilettenbecken, zwischen ihren Beinen tropfte es auf die Bodenkacheln.“

## Rezensionen
Der 2003 erschienene Roman “Belladonna” brachte Karin Slaughter sofort einen Spitzenplatz auf den internationalen Bestsellerlisten ein.
Susanne Hogl kritisiert das Buch als “Bis über die Ellenbogen in der Blutschüssel gerührt”. “Das Buch ist eine Mischung aus Südstaaten-Milieustudie, verzwickter Mördersuche mit oft nicht nachvollziehbarem psychologischem Tiefgang und teilweise abgekupfert wirkenden Autopsiesequenzen.” Insbesondere werden die blutrünstigen Einzelheiten der Taten, insbesondere die schonungslose Schilderung der Vergewaltigungen als grenzwertig betrachtet. Die drastische und explizite Gewaltdarstellung in “Belladonna” löste in den USA eine kontroverse Diskussion über die Thematik “Gewalt in der Literatur” aus. Der Autorin ist es ein persönliches Anliegen über Gewaltanwendung gegen Frauen zu schreiben. „Es gibt nichts Kraftvolleres, als wenn Frauen über Gewalt gegen Frauen schreiben.“ Sie sieht ihre Botschaft im Überschreiten bestimmter Tabus. "Es war lange Zeit ein Tabu, dass Frauen über solche Themen schreiben, obwohl sie Vergewaltigungen und häuslicher Gewalt weit häufiger ausgesetzt sind als Männer." Auf Booksection wird der klare und präzise Erzählstil sowie die subtile und spannende Handlung besonders hervorgehoben.

## Ausgaben
- Karin Slaughter: Belladonna. Wunderlich, Reinbek bei Hamburg 2003 (Originaltitel: Blindsighted, übersetzt von Teja Schwaner), ISBN 3-8052-0725-5, DNB 965731332.
- Karin Slaughter: Belladonna. Hörbuchausgabe, 2005. 5 Audio-CDs